# Антиперспирант
Антиперспира́нт (др.-греч. αντι «против» + англ. perspiration — «пот, потоотделение») — косметическое средство для уменьшения потовыделения определённых участков тела (подмышки, стопы ног) с целью предотвращения образования неприятного запаха.
Содержат органические соли алюминия или цинка. Сокращает выводные протоки потовых желез, уменьшая тем самым процесс потоотделения. Применяют их утром, после душа.
Тальки, пудры и другие сыпучие препараты способны хорошо впитывать пот. Используют их также после душа, однако на мокрую кожу не наносят. Если в составе талька (пудры) есть бактерицидные добавки или соли алюминия, препарат может одновременно служить дезодорантом и антиперспирантом. Для очень сухой кожи тальки и пудры не подходят.